# 霍赫山脈

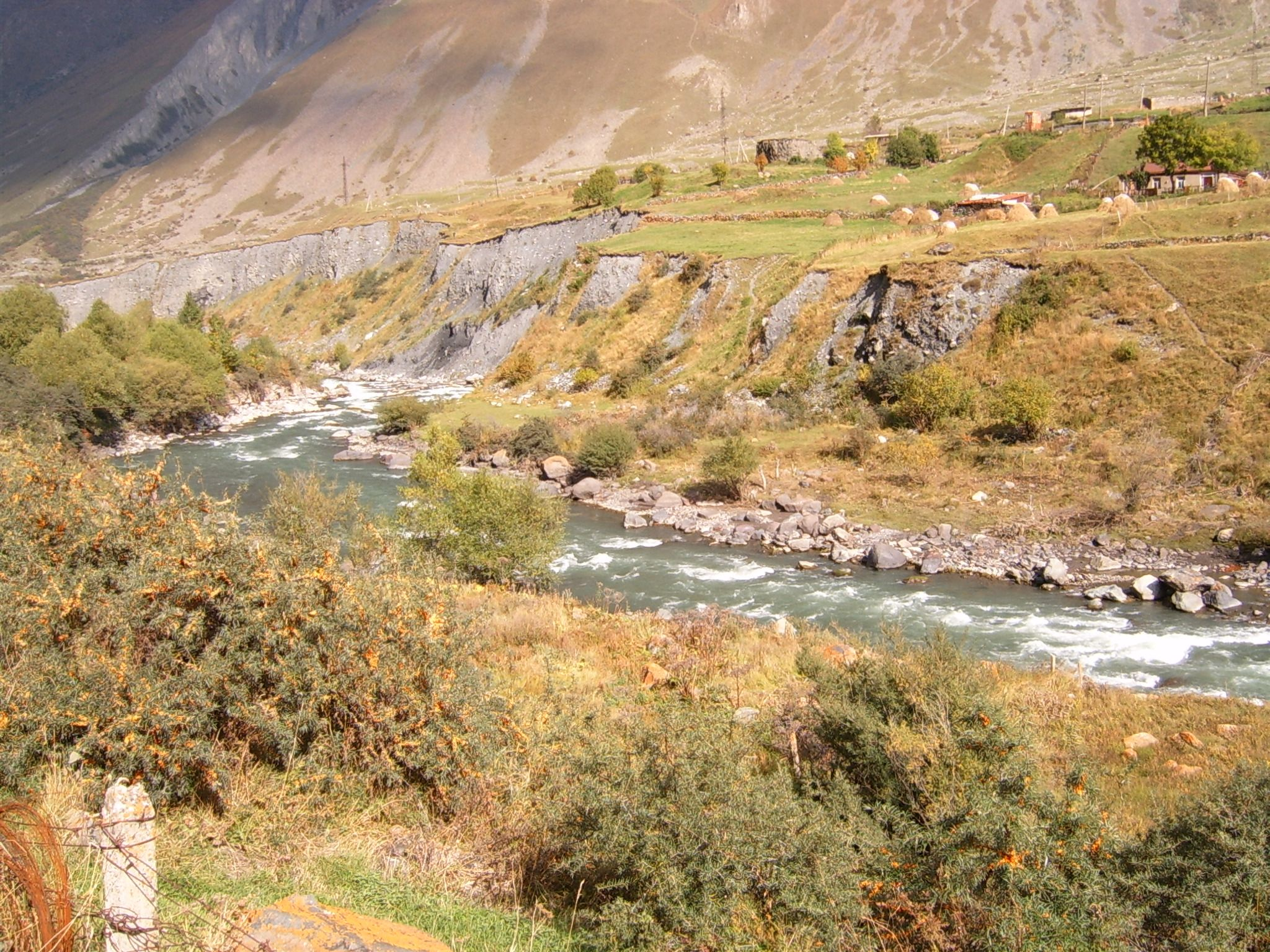

霍赫山脈是高加索山脈的一部分，位於大高加索山脈以北，貫穿俄羅斯和格魯吉亞，最高點卡茲別克山是一座睡火山，海拔高度5,034米。
42°42′N 44°22′E / 42.700°N 44.367°E